# バートリ・アンナ
ショムヨーイ＝バートリ・アンナ （マジャル語: Somlyói Báthory Anna,？ - 1570年頃没 ）は、ハンガリー貴族、ソムリヨ(ハンガリー語版)系バートリ家の生まれでトランシルバニア候（ヴォイヴォダ）ショムヨーイ=バートリ・イシュトヴァーン8世（ハンガリー語版）とテレグディ・カタリンの娘。ポーランド王となったショムヨーイ=バートリ・イシュトヴァーン9世（ステファン・バートリ）の姉妹に当たる。

## 生涯
アンナは生涯の中で3回結婚した。
初婚でサトマール（現ルーマニア領サトゥ・マーレ）のアルドゥド州長官ベルテキ=ドラーグッフィ・ガスパルと1539年9月16日結婚した。
アンナはガスパルとの間に2男をもうけた。
- ジェルジ（1543年2月24日 - 1555年10月10日以前）
- ヤーノシュ（1544年5月6日 - 1557年1月11日以前）

ガスパルとは1545年1月25日に病により死別した。
2男の遺児は亡夫の遺言により、君主フェルディナーンド5世の援助を受ける。しかし、2人の息子は双方10代前半で夭折した。
最初の夫との死別後、アンナは2人目の夫ホモンナイ（現スロバキア、プレショウ県）=ドルゲト・アンタルと再婚した。2度目の結婚は、夫アンタルが1548年に病死するまで続き、1男1女をもうけた。
- ミクローシュ - 1575年の生存記録が存在する。
- ボルバーラ - マルトン・ケチェティ1世と結婚し、死別後にケンディ・フェレンツと再婚。

アンタルとの死別後、アンナの外戚エチェド（ハンガリー語版）系バートリ家 のエチェディ＝バートリ・ジェルジと3度目の結婚をした。この結婚では4子をもうけた。
- イシュトヴァーン - 審判員。
- エルジェーベト - ナーダシュディ・フェレンツ2世の妻、「チャフティツェの血の伯爵夫人」と呼ばれる。
- ゾフィア - フィジェティ・アンドラーシュの妻。
- クララ - ヴァルダイ・ミハーイの妻。

アンナと3人目の夫ジェルジはカルヴァン主義に改宗し、夫婦共に自らを宗教改革の堅固な支持者であるとしていた。